# Industriegelände
Industriegelände (letteralmente "zona industriale") è un quartiere della città tedesca di Potsdam.